# Bergische Dialekte
Die bergischen Dialekte bilden eine abgrenzbare Dialektgruppe, welche im Bergischen Land gesprochen werden und die den östlichsten Grenzbereich des limburgischen (südniederfränkischen) Sprachraumes markieren.

## Unterteilung
Wiesinger (1975) unterschied im Bergischen als je eine Untergruppe:
- westliches Zentralbergisch (Breitscheid, Ratingen, Wülfrath, Mettmann, Erkrath)
- östliches Zentralbergisch (Velbert, Vohwinkel, z. B. das Velberter Platt)
- Randbergisch im Norden (Mülheim an der Ruhr, Oberhausen, Dümpten, Heißen)
- Randbergisch im Raum Werden/Kettwig, einschließlich Bredeney, Heisingen, Kupferdreh
- Randbergisch im Westen (Mündelheim)
- Randbergisch um Hilden, Haan
- Randbergisch um Solingen, Wald, Ohligs, Höhscheid
- Randbergisch um Ronsdorf, Cronenberg, Remscheid
- Randbergisch um Barmen, Elberfeld – Elberfeld und Barmen liegen nördlich der Uerdinger Linie, Ronsdorf, Cronenberg und Remscheid südlich derselben[2]

Im engeren Sinne versteht man unter Bergisch zweifelhafterweise einen Teil der zwischen der Uerdinger und Benrather Linie gelegenen limburgischen Dialekte.

## Auszug aus: Georg Wenker (1852–1911):Das rheinische Platt[2. Aufl., 1877]
„Wir haben nun schon 2 Mundarten gefunden, 1) das Niederrheinische von Uerdingen rheinabwärts bis zur holländischen Grenze, 2) das Westfälische, das einen langen Streifen an der Grenze der Provinz Westfalen einnimmt. Was machen wir nun mit dem Gebiet zwischen der Uerdinger und der Benrather Linie? Herrscht hier auch eine besondere Mundart? Nein! sondern das Platt, das hier gesprochen wird, ist ein Gemisch aus den nördlich und südlich angrenzenden Mundarten. Daher kommt es, daß in diesem ganzen Gebiet, also in den Kreisen Geilenkirchen, Heinsberg, Erkelenz, Kempen, Gladbach, Crefeld und der Nordhälfte des Kreises Neuß, ferner in den rechtsrheinischen Kreisen Düsseldorf, Mettmann und der nördlichen Hälfte von Solingen und Lennep fast mit jedem zweiten, dritten Ort der Dialect ganz auffallend schon verändert klingt. Und zwar gilt dies ganz besonders von der linken Rheinseite und dem flachen Streifen rechts vom Rhein bei Düsseldorf, aus dem einfachen Grunde, weil in ganz flacher Gegend sich die Völker viel leichter vermengen konnten als in den Bergen. Daher können wir auch nur in den Bergen, im sogenannten Bergischen, noch einige Grenzlinien mit Sicherheit ziehen. Und dazu wollen wir die Wörter Rhein und Wein benutzen. In Düsseldorf sagt man bekanntlich Rhing und Wing, auch in der Umgegend; sobald aber die Berge anfangen, östlich von Ratingen und Hilden, hört man Rhien, Wien oder Rhinn, Winn, und damit sind wir im bergischen Dialect. Dieser zerfällt aber wieder in 4 Unterdialecte: 1) den Solinger, 2) den Remscheider, 3) den Mettmanner, 4) den Wülfrather Dialect. Der Mettmanner und Solinger hat ehr, öch, ühr für hochdeutsches ihr, euch, euer, der Wülfrather und Remscheider aber schon gött und önk. Die beiden nördlichen, Mettmann und Wülfrath, gebrauchen mich und dich statt mir und dir, gerade wie man auch in Düsseldorf sagt: dat sag' ich Dich! oder geff mich dat! niemals: dat sag' ich Dir! oder: geff mir dat! Im Solinger wie im Remscheider Dialect aber heißt's wie im Hochdeutschen: mir und dir auf die Frage wem? und mich und dich auf die Frage wen? Der Solinger hat Winn, Rhinn, die drei anderen Dialecte aber Wien, Rhien. Am schönsten aber scheiden sich die vier bergischen Dialecte durch die Art, wie sie Verkleinerungswörter, wie Stöckchen, Häuschen, Bäumchen, Bänkchen bilden. Wenn man die Verkleinerungswörter untersuchen will, so muß man auf zweierlei Acht geben: 1) muß man die Wörter, die auf k, ch, g, ng endigen, genau von allen anderen trennen, diese nehmen eine andere Endung an als die andern; das kommt aber bloß daher, weil man nicht bequem Büchchen, Tüchchen, Aeugchen sagen kann und man deshalb einen Buchstaben zur Erleichterung hat einschieben müssen; 2) aber muß man bei den Verkleinerungswörtern darauf achten, wie die Mehrzahl gebildet wird. Nun finden sich in den vier bergischen Dialecten folgende deutliche Unterschiede bei den Verkleinerungswörtern:
| 1) | Der Mettmanner Dialect hat nach Wörtern, die auf k, g, ch, ng endigen, die Verkleinerungssilbe -sken und in der Mehrzahl -skes, also z. B. dat Bänksken, die Bänkskes (hochdeutsch das Bänkchen, die Bänkchen), nach anderen Wörtern aber lautets -ken und -kes, also dat Bömken, die Bömkes (Bäumchen). |
| 2) | Der Solinger Dialect hat: dat Bänksken aber die Bänksker, also mit r in der Mehrzahl nicht mit s, ebenso dat Bömken, die Bömker. |
| 3) | Der Wülfrather Dialect hat Alles genau wie der Mettmanner, |
| 4) | der Remscheider hat: dat Bänkelschen, die Bänkelscher, also nicht sken sondern elschen, und in der Mehrzahl r nicht s, ferner dat Bömken, die Bömker wie der Solinger. |

Nun wirds aber Zeit, daß wir von dem bergischen Lande Abschied nehmen [...]“

## Bergische Dialekte im weiteren Sinne
In weiteren Sinne zählen zu den bergischen Dialekten insbesondere:
- Die überwiegend südlich der Benrather Linie gelegenen mittelfränkischen, genauer ripuarischen, Dialekte:
  - die zentralripuarischen Mundarten um Bergisch Gladbach und Leverkusen, in der Vergangenheit auch großer Teile des damaligen Kreises Mülheim am Rhein, die dem Kölschen außerordentlich ähnlich sind und daher mit anderen zusammen auch als Landkölsch bezeichnet werden, und
  - die auch als südbergisch bezeichneten Mundarten aus dem Gebiet zwischen dem heutigen Bergisch Gladbach und der Sieg bzw. Rösrath bis östlich von Waldbröl und westlich Siegen ohne Gummersbach.
- Der zum Westfälischen gehörende Teil der Mundarten im Bergischen Land in Radevormwald, Hückeswagen und Wipperfürth.

Die zusammenfassende Bezeichnung „Bergisch“ für diese so höchst unterschiedlichen Dialektgruppen zugeordneten Sprachvarietäten ist keine sprachwissenschaftliche Klassifikation. Sie leitet sich eher aus der politischen Geschichte der Grafschaft Berg und der Selbstwahrnehmung der Bewohner des Bergischen Landes her.
Die südbergischen Varietäten hingegen gehören dem Mitteldeutschen Sprachraum an, der wiederum Teil des Hochdeutschen ist.
Die Isoglossen, die die verschiedenen bergischen Dialekte voneinander trennen, sind Teil des so genannten Rheinischen Fächers. Sie sind Teil des kontinental-westgermanischen Dialektkontinuums, in dem räumlich benachbarte Dialekte in aller Regel nur wenige Unterschiede voneinander aufweisen, während mit wachsender Entfernung die gegenseitige Verständlichkeit immer weiter abnimmt.
Die Wörter der bergischen Dialekte sind im Rheinischen Wörterbuch beschrieben.